# Giuseppe Vignati
Giuseppe Vignati (konec 17. století? Bologna? – 1768? Milán) byl italský hudební skladatel.

## Život
Nejstarší zmínky o jeho osobě jsou z roku 1713, kdy byl kapelníkem (maestro di cappella) v Accademia dei Faticosi v Miláně. Komponoval opery převážně pro Teatro Regio Ducale. Předpokládá se, že zemřel v roce 1768, kdy ho ve funkci dirigenta vévodského orchestru vystřídal Giovanni Battista Sammartini.

## Dílo

### Opery
- Amor per virtù (nejisté autorství, libreto Donato Cupeda, 1702 Turín)
- Ambleto (pouze 1. jednání, libreto Apostolo Zeno a Pietro Pariati, 1719 Milán)
- Porsena (libreto Agostino Piovene, 1719 Milán)
- Aquilio in Siracusa (1720 Milán)
- Nerone (libreto Agostino Piovene, 1724 Milán)
- I rivali generosi (libreto Apostolo Zeno, 1726 Benátky)
- Girita (libreto Claudio Nicola Stampa, 1727 Milán)

### Kantáty
- Auguri di Pace nella Canonizzazione del Beato Andrea Avellino
- Mirar dal lido la navicella
- Nel bel volto d'Eurilla
- Se m'afflige il tuo rigore

### Chrámové skladby
- Graduale: Pour la Bineheureuse Vierge Marie
- Graduale: Pour Saint Jean Baptiste
- Moteta